# 西居延海
西居延海，蒙古語名嘎顺淖尔（嘎顺诺尔），是一个位于中国内蒙古自治区额济纳旗的湖泊，面积约为262.2平方千米。現已乾涸，成為鹽鹼地。